# OWL Arena
El estadio OWL Arena, anteriormente llamado Gerry Weber Stadion, es un estadio polivalente, ubicado en la localidad de Halle, Renania del Norte-Westfalia, en Alemania. La capacidad máxima del estadio es de 12.300 personas y se inauguró en 1993.
En enero de 2020, se anuncia que un consorcio de 13 patrocinadores se convirtió en el propietario del recinto y su nombre fue cambiado al actual OWL Arena.

## Instalaciones

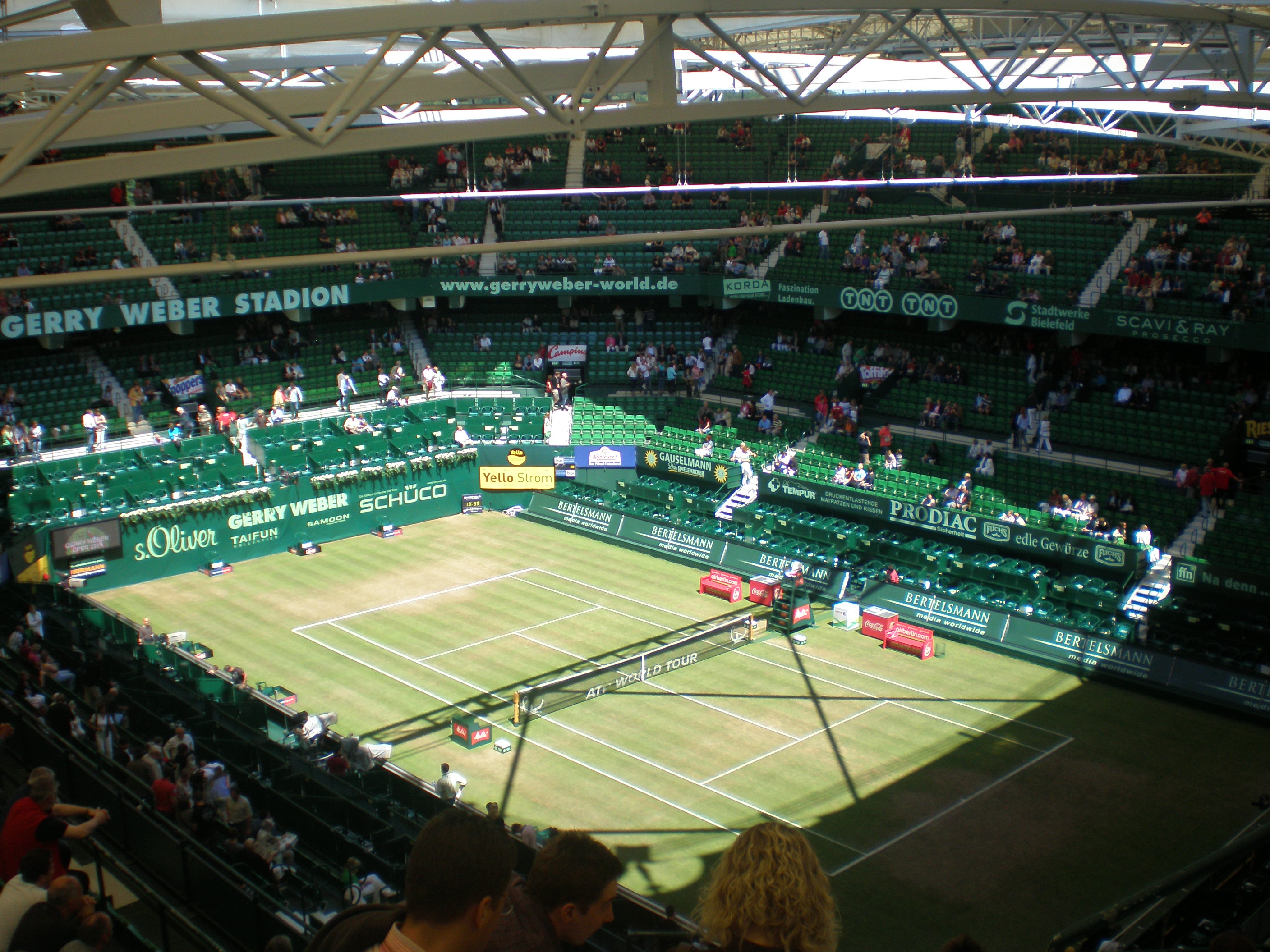
Estadio Gerry Weber en 2009

El estadio cuenta con un techo retráctil que puede cerrarse en 88 segundos, lo que elimina el riesgo de suspender los partidos de tenis a causa de lluvia. Es uno de los pocos campos de tenis sobre césped que existen a la redonda. El estadio tiene calefacción y se utiliza también para otros eventos deportivos (balonmano, baloncesto, prisionball, voleibol y boxeo), programas de televisión y conciertos.
La estación de tren Halle OWL-Arena dentro de la línea Osnabrück - Bielefeld se encuentra a 500 metros del estadio.

## Eventos

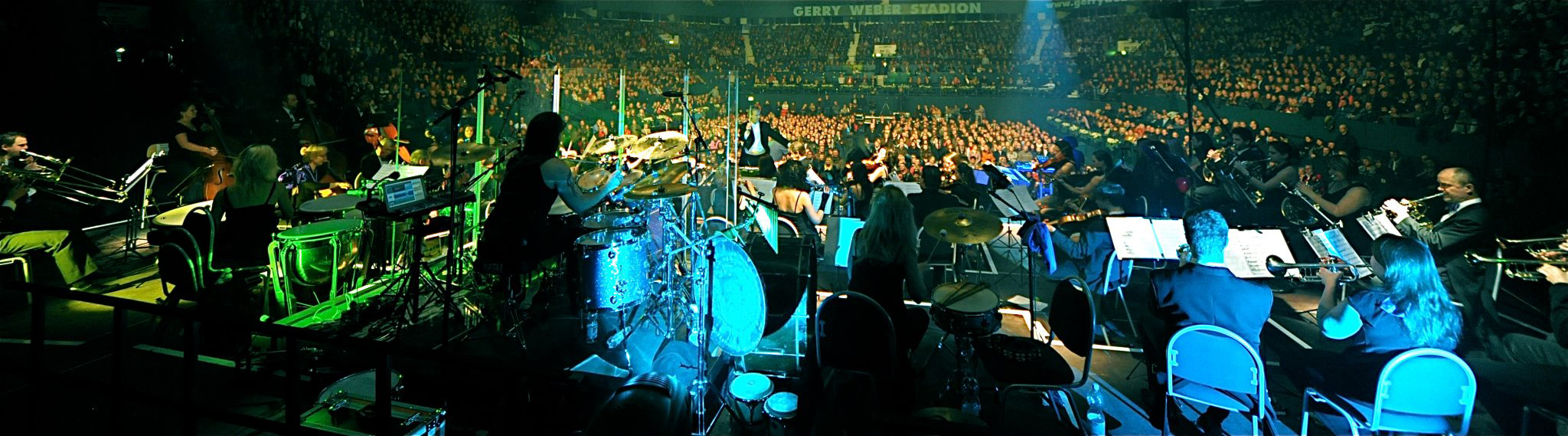
Durante un concierto en 2012

La arena es sede del Halle Open durante el mes de junio cada año. El 2 de abril de 2005, la banda irlandesa de pop vocal Westlife celebró un concierto para la gira The No 1's Tour de su álbum ...Allow Us to Be Frank.
En enero de 2007, varios partidos del Campeonato Mundial de Balonmano se efectuaron en el estadio; la mayoría de ellos se agotaron con 11.000 espectadores.